# Alexander Marchant
Alexander Nelson de Armond Marchant, também conhecido como Alexandre Marchant (Rio de Janeiro, 18 de dezembro de 1912 — Nashville, 8 de outubro de 1981), foi um historiador, pioneiro dos estudos brasileiros nos Estados Unidos, país onde se radicou.

## Biografia
Embora nascido no Rio de Janeiro, seu pai era estadunidense e a mãe inglesa.
Professor emérito da Universidade Vanderbilt, diplomou-se em 1931 pela National University, tendo mestrado pela American University em 1933 e doutorado pela Universidade Johns Hopkins. Orientou como aluno e influenciou os trabalhos de Eul-Soo Pang, brasilianista.
Sua obra From Barter to Slavery: The Economic Relations of Portuguese and Indians in the Settlement of Brazil (1942, traduzida ao português em 1943 como "Do Escambo à Escravidão"), no dizer de Bailey W. Diffie, "deu aos americanos uma classificação mais elevada aos olhos dos estudos brasileiros do que antes".

## Análise da obraFrom Barter to Slavery
Diz Rodrigo Ricupero que From Barter to Slavery: The Economic Relations of Portuguese and Indians in the Settlement of Brazil "foi a primeira obra a estudar sistematicamente a questão central da relação dos portugueses com os indígenas do ponto de vista econômico, valendo-se largamente da documentação então disponível". Ele ainda informa que Sérgio Buarque de Holanda a definira como “excelente e bem documentada monografia” e Léon Helguera o chamaria de “seminal”. O autor, contudo, revela que análises mais recentes criticam sua abordagem com relação ao escambo e à visão sobre os indígenas.